# Drakestone Green
Drakestone Green – przysiółek w Anglii, w hrabstwie Suffolk, w dystrykcie Babergh, w civil parish Semer. Znajduje się 17 km od Ipswich.